# ZIS-127
O ZIL-127 (em russo: ЗИС-127) é um ônibus fabricado pela Zavod Imeni Likhacheva na União Soviética entre 1956 e 1960.
O veículo foi marcado por ser considerado de luxo. Possuía assentos estofados com um encosto mais alto do que o habitual para fazer viagens mais longas em ônibus confortáveis de marca soviética, além de ser equipado com um rádio.
O veículo era construído sobre um chassi que foi feito inteiramente de alumínio. Com o relativamente forte motor diesel com uma velocidade máxima de até 120 km/h. Este foi quase duas vezes mais rápido que outros ônibus a partir deste período, por exemplo, o ZIS-155.
Por esta razão, os veículos foram equipados com o apelido de "Jet". Também contribuiu para o barulho de descarga incomum, que é vagamente reminiscente de um avião decolando. Característico é também o terceiro farol centralmente montado no topo.
Depois de um tempo relativamente curto de produção de apenas quatro anos, e apenas 851 unidades tinham sido construídos, e sua produção foi interrompida.